# Серен Кам
Серен (Сьорен) Кам (дан. Søren Kam; 2 листопада 1921, Копенгаген, Данія — 23 березня 2015, Кемптен, Німеччина) — данський доброволець військ СС, оберштурмфюрер СС. Кавалер Лицарського хреста Залізного хреста.

## Біографія
Другий з шести дітей агента Расмуса Гансена Кама і його дружини Інгер, уродженої Германсен. Був активним членом молодіжної організації Націонал-соціалістичної данської робітничої партії. В червня 1940 року вступив у війська СС, воював на Східному фронті. Після закінчення Другої світової війни жив у Баварії, був активним членом Товариства кавалерів Лицарського хреста і допомагав військовополоненим та інтернованим.
Ефраїм Зурофф з Центру Симона Візенталя та інші «мисливці за нацистами» неодноразово звинувачували Кама у скоєні воєнних злочинів, однак німецький суд закрив розпочате розслідування за відсутністю доказів провини.

## Сім'я
Був одружений, мав декількох дітей та онуків. Дружина Елеонора померла за 16 днів до смерті чоловіка.

## Звання
- Штурмманн СС (2 вересня 1941)
- Роттенфюрер СС (30 листопада 1941)
- Унтершарфюрер СС (20 квітня 1942)
- Юнкер СС (1 березня 1942)
- Штандартенюнкер СС (1 вересня 1942)
- Штандартеноберюнкер СС (20 грудня 1942)
- Унтерштурмфюрер СС (30 січня 1943)
- Оберштурмфюрер СС (7 лютого 1945)

## Нагороди
- Залізний хрест
  - 2-го класу (22 вересня 1941)
  - 1-го класу (20 квітня 1944)
- Медаль «За зимову кампанію на Сході 1941/42»
- Штурмовий піхотний знак в сріблі
- Нагрудний знак «За поранення» в сріблі
- Нагрудний знак ближнього бою
  - в бронзі (1944)
  - в сріблі (1945)
- Лицарський хрест Залізного хреста (7 лютого 1945) — як унтерштурмфюрер СС і командир 1-ї роти 9-го танкового полку СС «Германія» 4-го танкового корпусу СС.